# Júrei

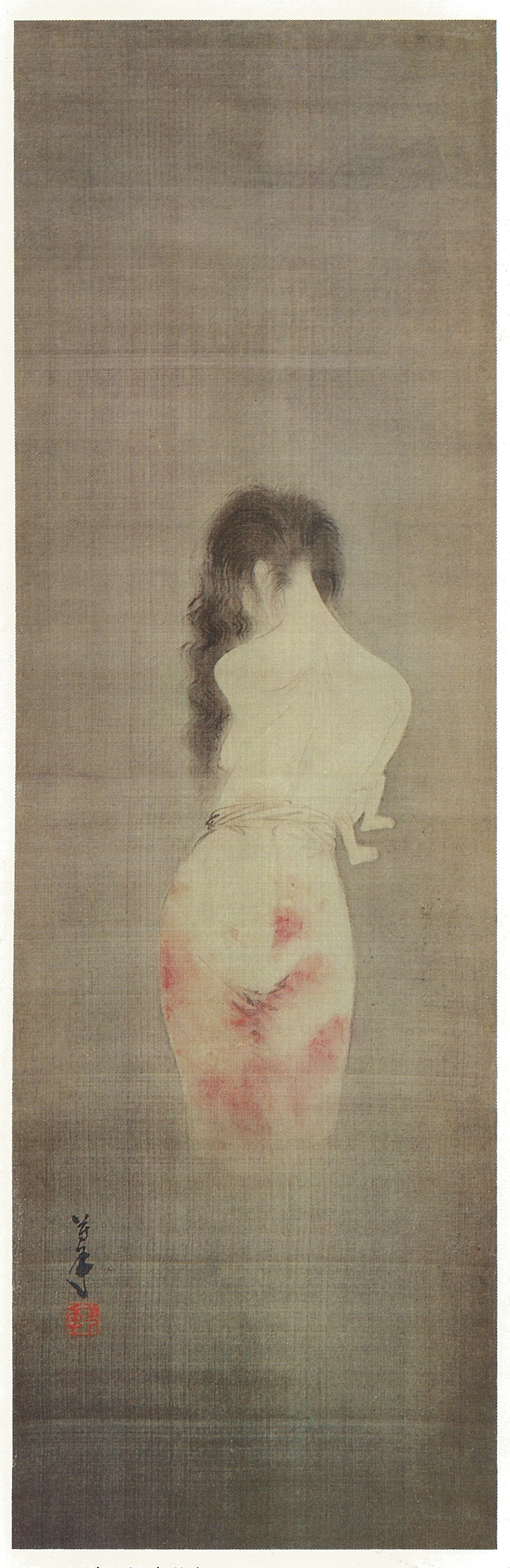
Júrei „kísértet” Taiszo Joshitoshi, 19. század

A júrei【幽霊】, a japán jókaiokban felbukkanó alak, a nyugati kultúrában a kísértetekkel hozható összefüggésbe. A szó két kandzsiból épül fel: a 幽 (jú) jelentése mély, rejtett, és 霊 (rei), melynek jelentése lélek, szellem. Egyéb elnevezései a bórei (亡霊 – „tönkretett, vagy elhunyt lélek”), Sirjó (死霊 – „halott lélek”), vagy a sokkal tágabb jelentéssel bíró Jókai (妖怪 – „szellem”), vagy Obake (お化け – „változó dolog”).
A kínai és nyugati kultúrában megtalálható kísértetekhez hasonlóan, a júreiek is a túlvilágtól elszakítottnak vélt, háborgó lelkek.

## Japán túlvilág
A tradicionális japán hiedelem szerint, minden ember rendelkezik lélekkel, amit reikonnak (霊魂) hívunk. Az ember halálakor a reikon elhagyja a testet, és egyfajta purgatóriumba lép, ahol a temetés, és a temetést megelőző rituálék elvégzésére vár, hogy ezáltal elődjei közé léphessen. Ha mindezeket sikeresen elvégzik, a hiedelem szerint a reikon, a még élő család védelmezőjévé válik, és minden év augusztusában, a bon fesztivál alatt visszatér családjához, hogy hálát adhassanak neki.
Ha azonban az ember hirtelen, vagy erőszakos módon hal meg, mint például emberölés, vagy öngyilkosság, és a megfelelő rituálék nem kerülnek elvégzésre, vagy ha a lélek olyan erőteljes érzelmek hatása alatt áll, mint a bosszúvágy, szeretet, féltékenység, gyűlölet, vagy bánat, akkor úgy tartják, hogy a reikon, júreié alakul, ami azután képes átjárni a két világ között. Az érzelemnek, vagy gondolatnak, különösképpen erősnek kell lennie, és akár a legártalmatlanabb gondolatok is megzavarhatják a halott nyugalmát. Miután egy gondolat belép a haldokló ember elméjébe, a júrei visszatér, hogy elvégezze az utolsó kigondolt cselekedetet, és csak azután lép be a reinkarnáció ciklusába.
A júrei ezután a Földön marad, amíg a hiányzó rituálék elvégzésével, vagy az érzelmi konfliktus (ami evilághoz köti) megoldásával, nyugovóra nem térhet. Ha a rituálék nem fejeződnek be, vagy a konfliktus megoldatlan marad, a júrei a Földön marad kísérteni.
Általában minél alacsonyabb a társadalmi rangja annak az embernek, aki erőszakos halált halt, vagy akivel élete során erőszakosan bántak, annál erősebb júreiként tér vissza. Ilyen eseteket illusztrál a Jocuja Kaidan történetben Oiva sorsa, vagy a Bancsó szarajasikiben Okiku története.

## Megjelenés

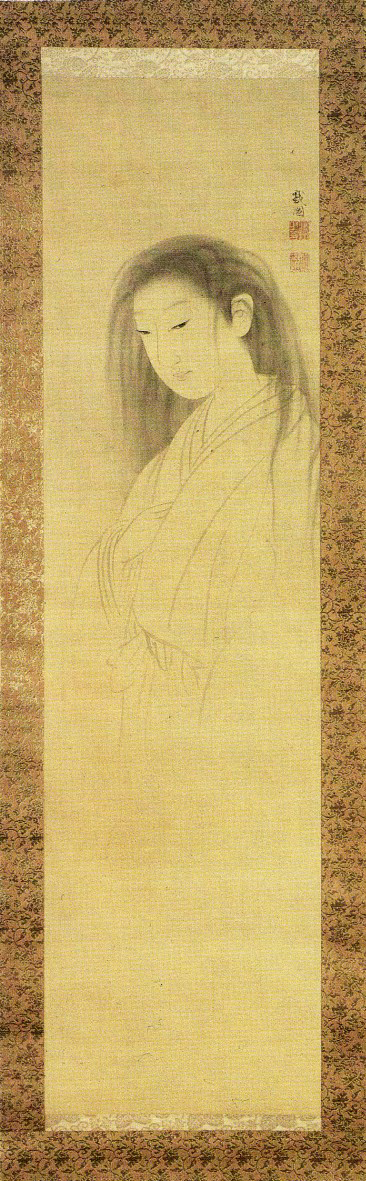
Marujama Ókjo: „The Ghost of Oyuki” című festménye

A 17. század végén, a "Hjakumonogatari Kaidankai" nevezetű játék terjedt el Japánban, és a kaidan(szellemtörténet) népszerűvé vált a színházban, irodalomban, és egyéb művészeti ágakban. Már ebben az időben sajátos jellegzetességekkel különböztették meg az élőktől, hogy a júrei karakterek könnyedén felismerhetőek legyenek.
Az első, mára már hagyományossá vált júrei alakot, Marujama Ókjo alkotta meg, a „The Ghost of Oyuki” című festményén. A legtöbb júrei festmény a Zenshó-anban található, Tokióban, amik csak augusztusban láthatók, mivel a hagyomány szerint ez a hónap, a lelkek hónapja.
Napjainkban a júrei ábrázolás többnyire azonos, a karakter kísértet jellege könnyen beazonosítható, és a japán kultúra szempontjából hiteles.
- Fehér ruházat: A júrei általában fehér ruhában jelenik meg, ami az Edo-korban, a temetésre használt fehér kimonót jelképezi. A sintó vallásban a fehér szín, a tisztaságot jelentette, ami a papok és a holtak színének számított.
- Fekete haj: A júrei haja általában hosszú, fekete, és kócos, ami egyesek szerint a kabuki színházból lett átvéve, ahol minden színész parókát hordott. Ez azonban tévhit: ebben a korban a japán nők hosszú hajat növesztettek, amit feltűzve hordtak, és csak temetésen lett kiengedve.
- Kezek és lábak: A júreikre jellemző, hogy nincs lábuk, így a levegőben lebegnek. Kezeik élettelenül lógnak vállaik mellett kinyújtva. Ezek a tulajdonságok az edo-kori festményekből erednek, amiket aztán a kabuki vett át. Ezekben a színházakban, a lábak hiányát gyakran hosszú kimonóval ábrázolták, vagy a színészt kötelekkel, a levegőben lógatták.
- Hitodama: A júreieket gyakran ábrázolják lebegő tűz (hitodama) kíséretében, ami többnyire lila, zöld, vagy kék színű.

## Csoportosítás
Bár minden japán kísértet júrei, a haláluk, és a Földhöz kötött feladatuk alapján, különböző kategóriákba csoportosíthatjuk őket.
- Onrjó: Bosszúálló kísértetek, akik az ellenük tett erőszak miatt, visszatérnek a purgatóriumból.
- Ubume: Anya kísértet, aki szülés közben, vagy kisgyerekeket hátrahagyva távozott el. Ez a júrei visszatér gyerekeihez, hogy vigyázzoon rájuk, gyakran még édességet is hoz nekik.
- Gorjó: Bosszúálló kísértetek az arisztokráciából, főképpen azok, aki mártírhalált haltak.
- Funajúrei: Olyan kísértetek, akik a tengerben vesztették életüket. Ezeket a szellemeket néha hal jellegű emberként ábrázolják, néhánynak még akár sellőhöz hasonló alakja is van.
- Zashiki-varashi: Gyerekek kísértetei. Ezek a kísértetek többnyire csintalanok, játékosak, mintsem veszélyesek.
- Samurai Ghosts: A Taira–Minamoto-háború veteránjai, akik a háborúban estek el. Ezek a harcos kísértetek szinte csak és kizárólag a Nóban jelennek meg. Más júreiekkel ellentétben, ezeket a kísérteteket általában lábakkal ábrázolják.
- Seductress Ghosts: Olyan nők vagy férfiak, akik haláluk előtt szerelmi viszonyt folytattak egy másik személlyel. Ilyen kísértetek találhatók meg a Botan Dóróban.
- Earth-bound spirits (地縛霊): A legritkább júreiek. Ezek a lelkek nem keresnek beteljesülést, hanem csupán egy adott helyszínhez, vagy helyzethez kötődnek.[4] Híres példa erre Okiku története, vagy a „Ju-On: The Grudge” című film.[5]

## Kísértetjárás
A júreiek nem bolyonganak céltalanul, hanem inkább egy konkrét helyszín közelében maradnak, mint például haláluk helyszíne, vagy ahol testük megtalálható, de előfordulhat az is, hogy gyilkosukat, vagy szerettüket követik. Általában hajnali 2 és 3 óra között jelennek meg, ami „természetfeletti órának” számít Japánban, mert ekkor a legvékonyabb a határ az élők, és a holtak világa között.
A júreiek addig kísértik a kiválasztott személyt, vagy helyszínt, amíg céljuk be nem teljesül, és tovább nem léphetnek a túlvilágra. Azonban néhány különösen erős júrei, főképpen az onrjók, gyilkosuk méltó büntetésének elnyerése után is tovább folytatják a kísértést.

### Híres kísértetjárta helyszínek

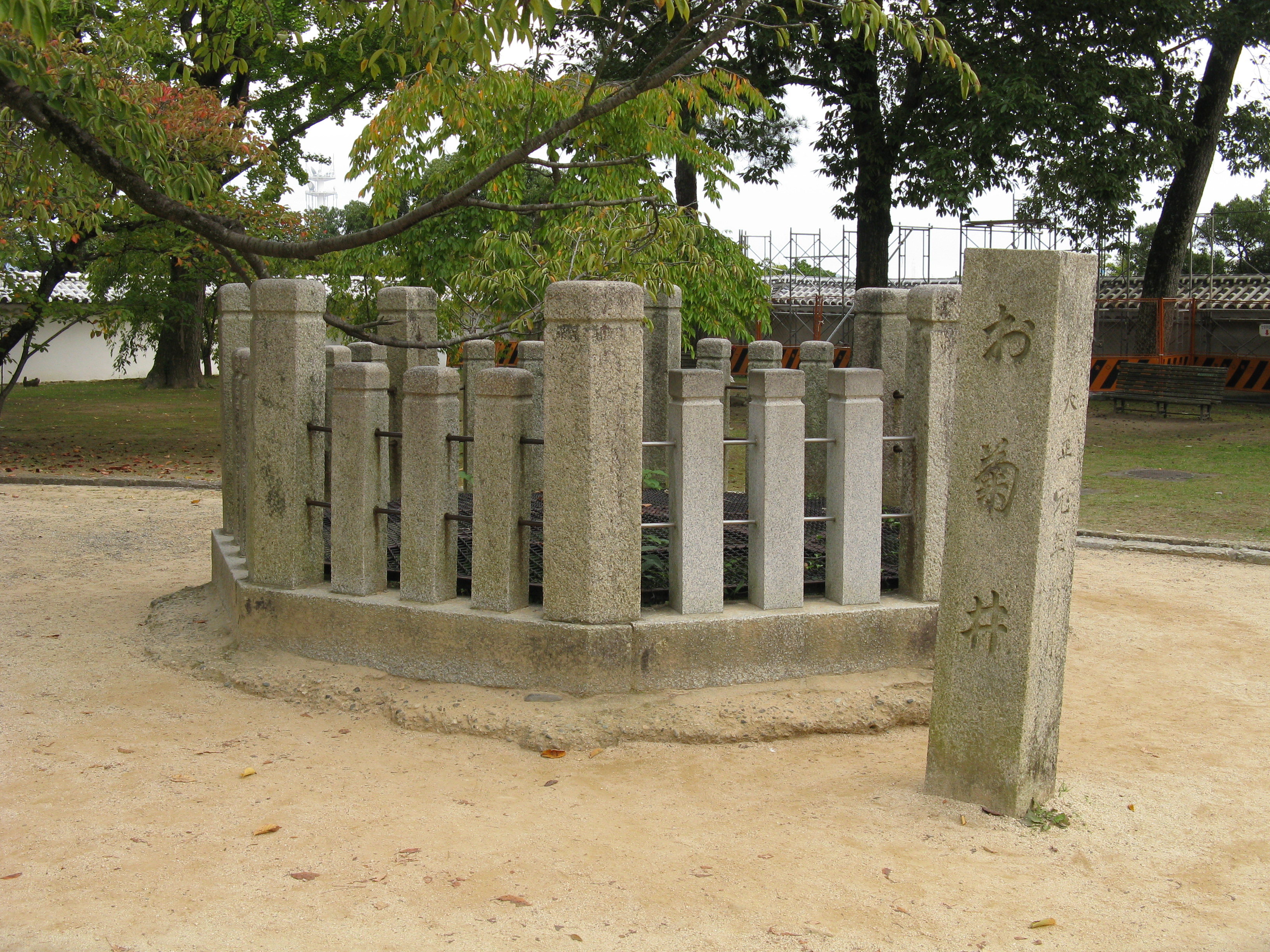
A Himedzsi várkastély kútja

Néhány híres helyszín, amikről úgy tartják, hogy júreiek kísértik, a Himedzsi várkastély kútja, amit Okiku szelleme kísért, és Aokigahara, ami a Fudzsi hegy tövében található hírhedt öngyilkossági helyszín. Továbbá egy rendkívül erős onrjóról, Oiváról, az a mondás járja, hogy bosszút áll minden olyan színészen, aki színdarabban, vagy filmben az ő alakját személyesíti meg.
Okiku, Oiva és Ocuja képviselik a „három nagy júreit” (三大幽霊) a japán kultúrában. Ezeknek a júreiknek a történeteit évszázadokon át mesélték, karakterük és sorsuk pedig nagy hatással volt a japán művészetekre és társadalomra.

## Fordítás
- Ez a szócikk részben vagy egészben a Yūrei című angol Wikipédia-szócikk ezen változatának fordításán alapul.  Az eredeti cikk szerkesztőit annak laptörténete sorolja fel. Ez a jelzés csupán a megfogalmazás eredetét és a szerzői jogokat jelzi, nem szolgál a cikkben szereplő információk forrásmegjelöléseként.